# RJ11

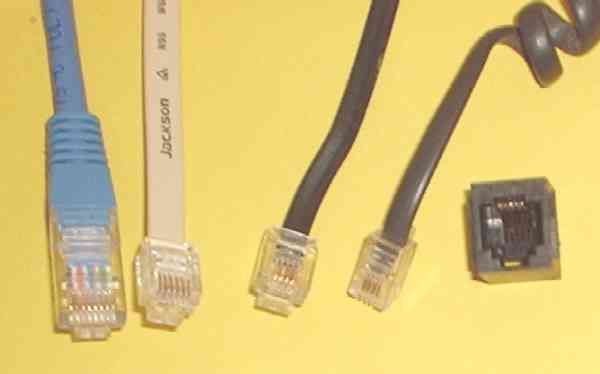
Телефонні роз'єми серії RJ (з ліва на право): RJ-45, RJ-25/RJ-12, RJ-11/RJ-14

RJ11 — фізичний інтерфейс, який часто використовується для з'єднання телефонних кабелів. Один з форматів RJ, які легко впізнати. Використовується для старих звичайних телефонних мереж з однією лінією по всьому світу.
Схожі на нього RJ14, RJ25 та RJ61 використовується для мереж з, відповідно, двома, трьома та чотирма лініями. Телефонний кабель та роз'єм для RJ11 складаються з двох провідників.